# Arne Melchior
Arne Melchior (født 22. oktober 1924 på Frederiksberg, død 24. september 2016 i København) var en dansk politiker (Centrum-Demokraterne) og minister. Han var medlem af Folketinget fra 4. december 1973 til 8. januar 1975 og igen fra 15. februar 1977 til 20. november 2001, heraf 28. september til 20. november 2001 som løsgænger.

## Baggrund
Arne Melchior var søn af overrabbiner Marcus Melchior og fru Meta, og bror til Werner David Melchior og overrabbiner Bent Melchior. Han gik i Folkeskolen og handelsskole og blev uddannet inden for tekstil, papirvarer og reklame.
Fra 1962 til 1969 var han direktør i Jardex A/S. Melchior fortsatte som direktør, først for S. Seidelin A/S (Okay) (1969-1971) dernæst for A-Pressen i Danmark A/S (1971-1972). Derefter fungerede han med eget konsulentfirma inden for marketing og personaleadministration.
Melchior døde 24. september 2016 i en alder af 91 år af en sprængning af hovedpulsåren i hjertet.

## Politisk karriere
- Medlem af Socialdemokratiets erhvervspolitiske udvalg (1967-73).
- Medstifter af Centrum-Demokraterne (1973).
- Gruppeformand (1973-75, 1980-82 og 1987-93). Politisk ordfører (1979-81 og 1986-88). Formand for Folketingets Kulturudvalg (1973-75), for Folketingets Udenrigsudvalg 1982, for Folketingets Forsvarsudvalg (1986-90). Medlem af Nordisk Råd (1981-82 og 1986-87). Delegeret ved FN's generalforsamling 5 gange. Medlem af Folketingets Finansudvalg (1986-88 og 1994). Formand for Folketingets Trafikudvalg fra 1994.
- Afløste i 1994 Erhard Jakobsen som medlem af Europa-Parlamentet. Medlemskabet varede dog kun i få måneder, nemlig fra 1. marts til 18. juli 1994. Melchior tilsluttede sig Det Europæiske Folkepartis Gruppe (Den Kristelig-Demokratiske Gruppe).
- Medlem af Det Udenrigspolitiske Nævn (1990-93 og 1994-2001).

Han blev tvunget ud af nævnet da han offentligt forsvarer Israels brug af "moderat fysisk pres" (tortur). Han valgte helt at forlade CD's folketingsgruppe, og blive løsgænger. Balladen i partiet var medvirkende til at partiet helt røg ud af Folketinget ved valget i november 2001, noget som partiet aldrig kom sig over. Det nedlagdes pr. 1. februar 2008. 

## Ministerhverv
- Trafikminister i Regeringen Poul Schlüter I fra 10. september 1982 til 14. august 1986
- Minister for kommunikation og turisme i Regeringen Poul Nyrup Rasmussen I fra 25. januar 1993 til 28. januar 1994

## Tillidshverv
Melchior var medlem af bestyrelsen for Dansk Herremoderåd (1963-68). Han var præsident for Vesterbro Rotary-Klub (1973-74). Melchior var medlem af delegeretforsamlingen for Mosaisk Trossamfund (1959-79) og formand for Dansk Zionistforbund (1975-79). Han var medlem af repræsentantskabet for Københavns Lufthavn (1986-90), DDL's repræsentantskab (1986-97), Jernbanerådet, og Færdselssikkerhedskommissionen. Melchior var formand for Turismens Fællesråd (1987-93) og medlem af Danmarks Turistråds styrelse (1988-93). Han modtog Niels Ebbesen Medaljen. Melchior var medlem af bestyrelsen for Dansk-Israelsk Selskab af 1998.